# Mechtersheimer Tongruben
Koordinaten: 49° 15′ 48″ N, 8° 25′ 4″ O

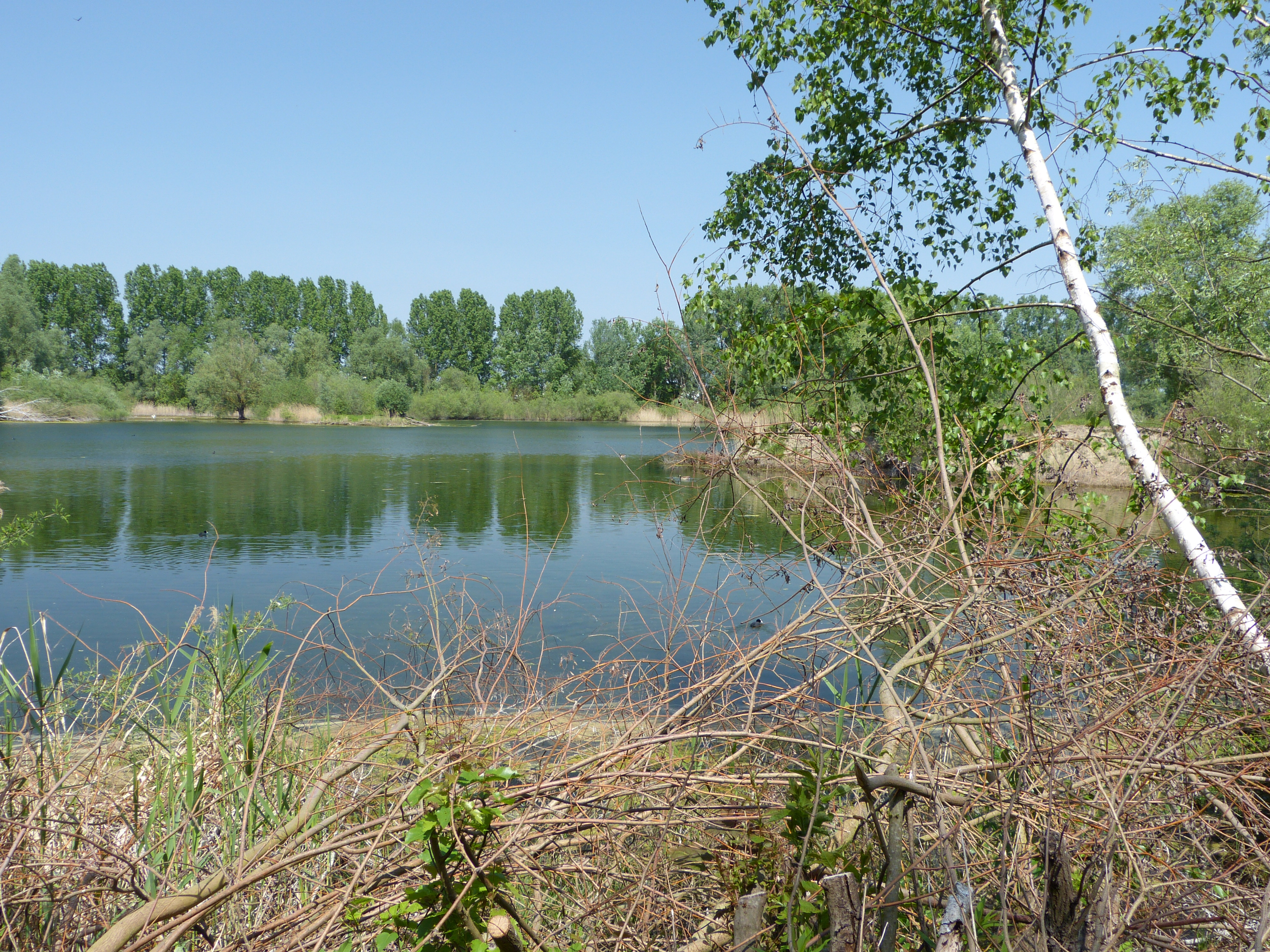
Naturschutzgebiet Mechtersheimer Tongruben (Mai 2018)

Das Naturschutzgebiet Mechtersheimer Tongruben liegt in der Ortsgemeinde Römerberg im Rhein-Pfalz-Kreis in Rheinland-Pfalz. Das etwa 34 ha große Gebiet, das im Jahr 1983 unter Naturschutz gestellt wurde, erstreckt sich südöstlich von Mechtersheim, einem Ortsteil der Ortsgemeinde Römerberg. Unweit östlich fließt der Rhein. Das Gebiet umfasst ehemalige Tongruben, offene Wasserflächen, Flachwasser- und Uferzonen sowie Röhrichte und Buschreihen.